# سونغ تشن
سونغ تشن (بالصينية: 宋琛) (3 يناير 1990 بداليان في الصين - ) هو لاعب كرة قدم صيني في مركز الدفاع. لعب مع نادي شنجن وLiaoning F.C. ‏ وQinghai Senke F.C. ‏.

## وصلات خارجية
- سونغ تشن على موقع قاعدة بيانات كرة القدم.إي يو (الإنجليزية)
- سونغ تشن على موقع Soccerway.com (الإنجليزية)